# Run (Alison Wonderland)
Run è l'album di debutto della disc jockey, produttrice discografica, cantante e musicista australiana Alison Wonderland.
L'album è stato pubblicato il 20 marzo 2015, in Australia, il 7 aprile negli Stati Uniti e il 4 settembre nel Regno Unito. Il 30 ottobre 2015 è stata pubblicata una versione deluxe, contenente i remix dei singoli e di "Get Ready", il suo singolo di debutto.

## Tracce
1. Run – 3:38
2. U Don't Know (feat. Wayne Coyne) – 4:03
3. Take It to Reality (feat. SAFIA) – 3:52
4. Naked (con Slumberjack) – 3:17
5. Carry On (feat. Johnny Nelson e GANZ) – 4:01
6. I Want U – 3:29
7. Games – 3:29
8. One More Hit – 3:22
9. Ignore – 3:54
10. Back It Up (con AWE) – 2:13
11. Cold – 3:32
12. Already Gone (feat. Brave e Lido) – 4:01